# Benítez Cubero
Benítez Cubero (oficialmente denominada D. José Benítez Cubero) es una ganadería brava española, referente en el encaste Hidalgo Barquero. En sus orígenes perteneció a diversos sacerdotes de la provincia de Sevilla, hasta que en 1825 es adquirida por el canónigo de la catedral de Sevilla Diego Hidalgo Barquero, creador del encaste que lleva su nombre mediante el cruce de reses de las castas Vazqueña y Vistahermosa. La camada principal de las reses pasta en la finca “Los Ojuelos”, situada en el término del municipio sevillano de Marchena, mientras que el resto (cuatro centenares de hembras) lo hace en las fincas “El Arroyo de las Rozas” y “Dehesa El Roble” en Morón de la Frontera, también en la provincia de Sevilla; está inscrita en la Unión de Criadores de Toros de Lidia.

## Origen «Vistahermosa»
Luisa de Ulloa y Halcón de Cala, IV Condesa de Vistahermosa , vende en 1823 la ganadería familiar que da nombre a la actual casta Vistahermosa en cinco partes: dos van a parar a Salvador Varea Moreno y a Antonio Domínguez Ortiz, creadores de los 16 encastes Vistahermosa; las tres partes restantes son adquiridas por Fernando Freire Rull, Antonio Melgarejo Montes de Oca y Francisco de Paula Giráldez Montero, presbítero de la localidad de Utrera. Este último vende su parte en 1825 al también sacerdote Francisco Bueno, vendiéndola a su vez ese mismo año al canónigo hispalense Diego Hidalgo Barquero.

## Historia de la ganadería
Diego Hidalgo Barquero adquiere en 1832 de manos del general Vicente Genaro de Quesada, albacea testamentario de Vicente José Vázquez, dos utreros de sangre vazqueña; los cruza con sus hembras de sangre Vistahermosa, dando origen al encaste Hidalgo Barquero. En 1841 el ganadero jerezano Joaquín Jaime Barrero adquiere unas 300 cabezas de ganado de la vacada de Diego, formando una ganadería que mantendrá hasta 1872. Después de sucesivas ventas durante casi 40 años, José Domecq y Núñez de Villavicencio (hermano de Juan Pedro Domecq) compra en 1910 uno de los dos lotes en los que fue dividida la ganadería, que pertenecía por ese entonces a Adolfo Gutiérrez Agüera. Un año después le añade a las reses adquiridas varias de Felipe Salas (origen Hidalgo Barquero y Cabrera) y de Vistahermosa-Ibarra-Parladé. Tras la muerte de José Domecq en 1922, fue adquirida dos años después por Antonio Peñalver, quien la vende en 1929 a los hermanos Luis y José Pallarés Delsors, de los que en 1935 la compró D. José Benítez Cubero, abuelo del actual propietario y que dará nombre a la ganadería.

## Características
La ganadería está formada con toros y vacas de Encaste Hidalgo-Barquero procedentes de las castas Vázquez, Vistahermosa y Cabrera. Atienden en sus características zootécnicas a las que recoge como propias de este encaste el Ministerio del Interior:
- Son toros de formato grande, alcanzando pesos superiores a la media de la raza. Presentan perfiles rectos o subconvexos. Son altos de agujas, con el tronco cilíndrico y alargado, con costillares muy arqueados.[10]
- Presentan cabeza voluminosa, con encornaduras muy gruesas en su base y que alcanzan buen grado de desarrollo. Su tipo es basto y tienen las extremidades alargadas.
- Las pintas características son berrendas (en negro, en colorado y en castaño) del tipo aparejado y con frecuencia alunarado. Además presentan pintas negras, coloradas, castañas, tostadas y cárdenas. Entre los accidentales se incluye, asimismo, la presencia del bragado, meano, listón, mulato y chorreado.[11]

Por su constitución, es habitual ver a los toros de esta ganadería lidiar en corridas de rejones, aunque también se lidia a pie en diversas ocasiones.

## Sanfermines

### 1975
En los Sanfermines de este año, los toros de Benítez Cubero protagonizaron un encierro de corta duración, con un total de 1 minuto y 50 segundos. Es, junto al de Miura en 2015, de los encierros más cortos de la historia de los Sanfermines, siendo el de Benítez el principal.

### 1994
Corrieron por segunda vez las calles de Pamplona en un total de 6 minutos y 12 segundos, dejando un total de seis heridos, uno de ellos por asta de toro; un toro quedó rezagado en Telefónica y aumentó la duración del encierro. La corrida fue estoqueada por El Litri, Enrique Ponce y Finito de Córdoba.